# Râul Pasărea, Dâmbovița
Râul Pasărea este afluent al Dâmboviței în România.